# Ulrichovo náměstí
Ulrichovo náměstí je náměstí nacházející se na Gočárově třídě v Hradci Králové. Podobně jako blízké Masarykovo, je i Ulrichovo jedním z významných hradeckých náměstí. Nese jméno po Františku Ulrichovi, dlouholetém starostovi města.
Náměstí bylo vyprojektováno Josefem Gočárem v roce 1924. Realizace se dočkalo po roce 1926.

## Popis a významné stavby
Náměstí je obdélníkového půdorysu, kterému dominuje budova bývalého ředitelství státních drah (později sídlo okresního národního výboru, dnes sídlo krajské policie) po celé jižní straně a palác Steinského-Sehnoutky (dnes ČSOB) na straně severní. Plocha náměstí je pokrytá kamennými deskami s ostrůvky zeleně. Na západní straně prostranství oživuje fontána.
Budova ředitelství ČSD byla postavena podle projektu Josefa Gočára v letech 1928–1932. Nacházejí se v ní jedny ze dvou páternosterů ve městě, druhý se nachází na Poliklinice II na Slezském předměstí.
Protilehlý reprezentační palác na severní straně byl vystavěn v letech 1928–1929 dle návrhu architekta Otakara Novotného. Od roku 1958 je budova chráněna jako kulturní památka.
Na západní straně náměstí se nachází budova paláce pojišťovny Fénix (1928), na níž je umístěna pamětní deska Jana Bedrny.
Mezi léty 1973 a 1990 stál na východní straně pomník Klementa Gottwalda, po kterém bylo náměstí od roku 1953 až do odstranění pomníku pojmenováno.

## Kameny zmizelých
Dne 2. října 2024 byly na Ulrichově náměstí čp. 762 umístěny první Kameny zmizelých v Hradci Králové. Jsou věnovány rodině lékaře Emila Hermana, který se svou manželkou Margit a dcerou Věrou přežil nacistickou perzekuci a společně se dočkali osvobození v Budapešti.

## Fotogalerie

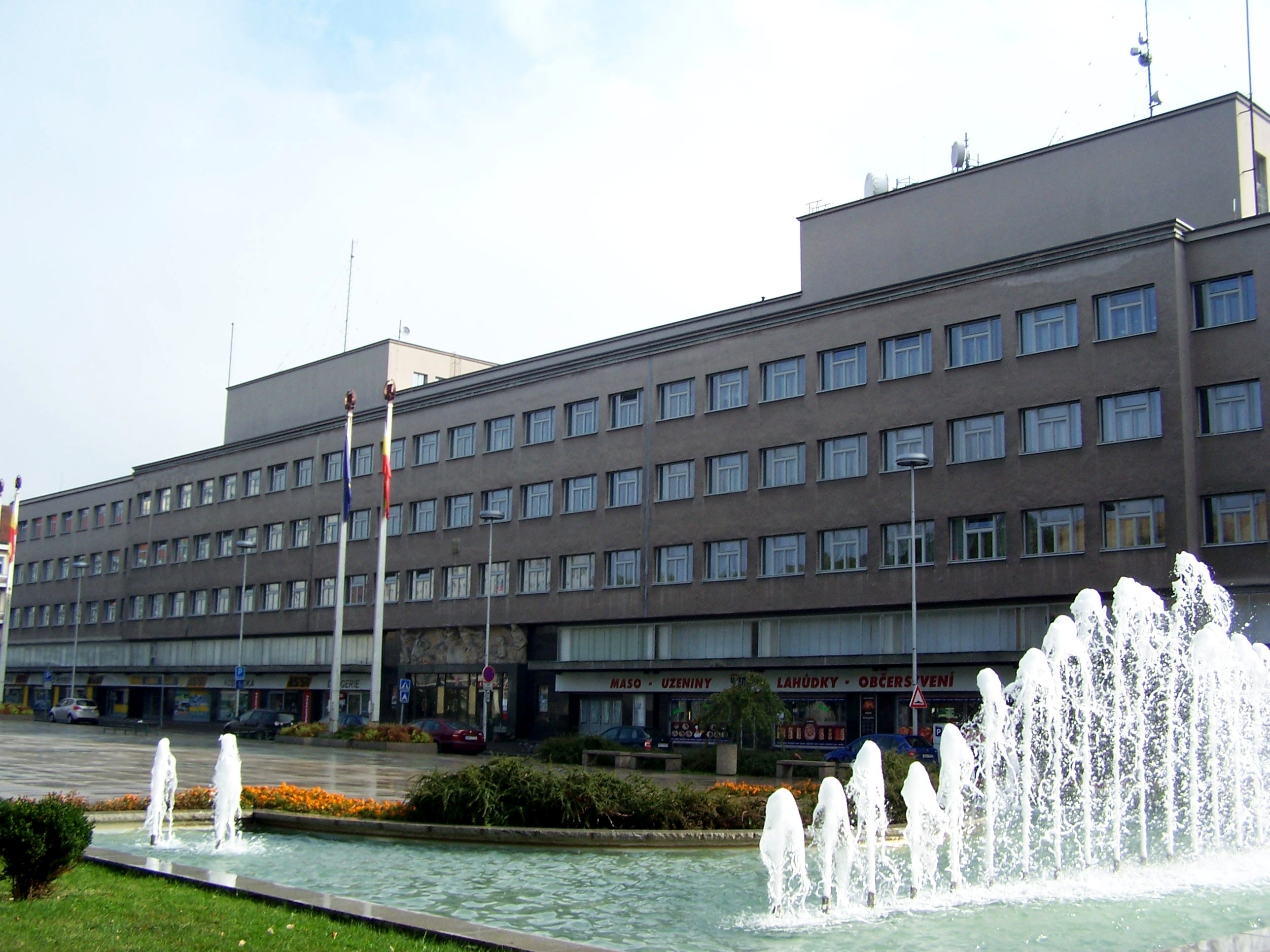
Bývalé ředitelství ČSD
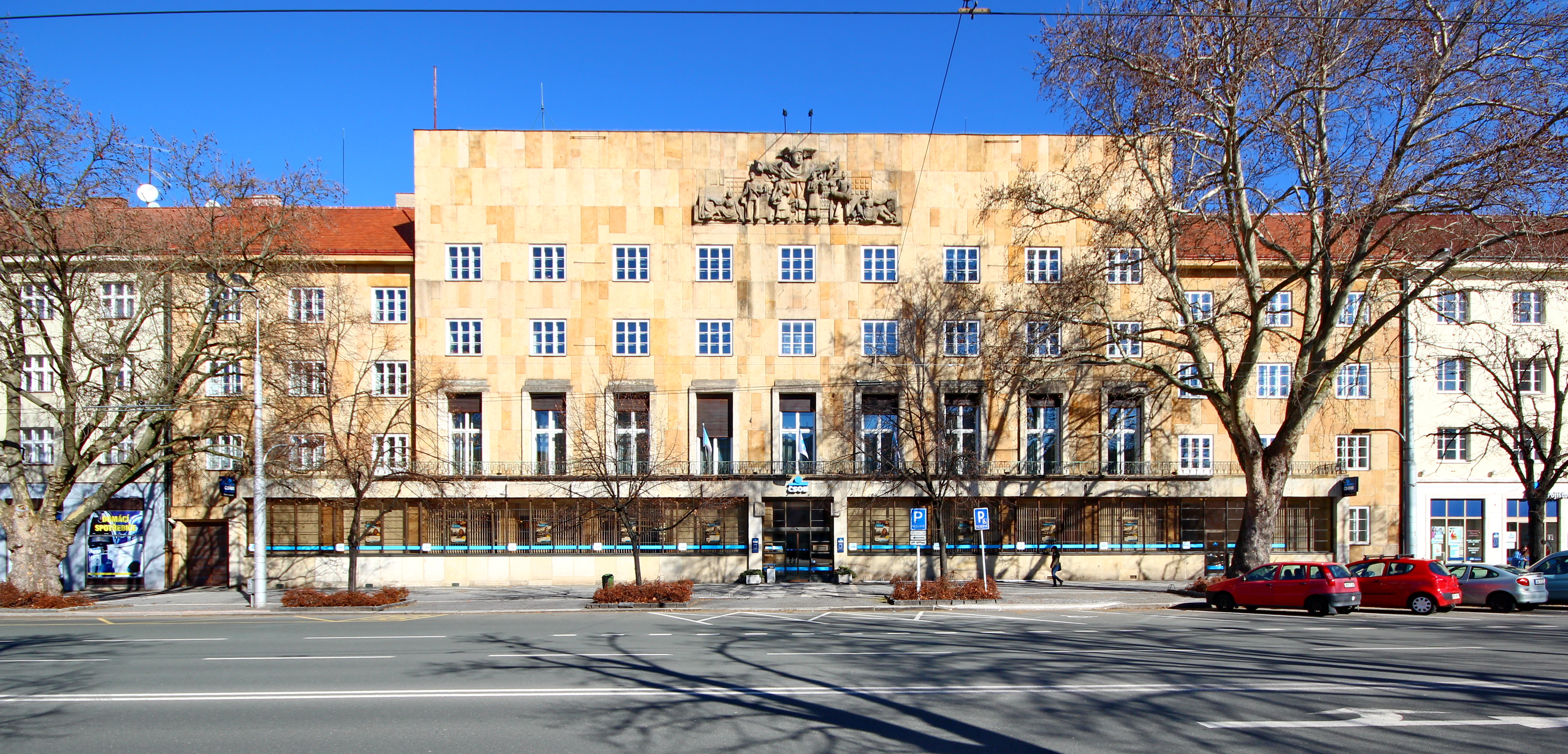
Palác Steinského-Sehnoutky
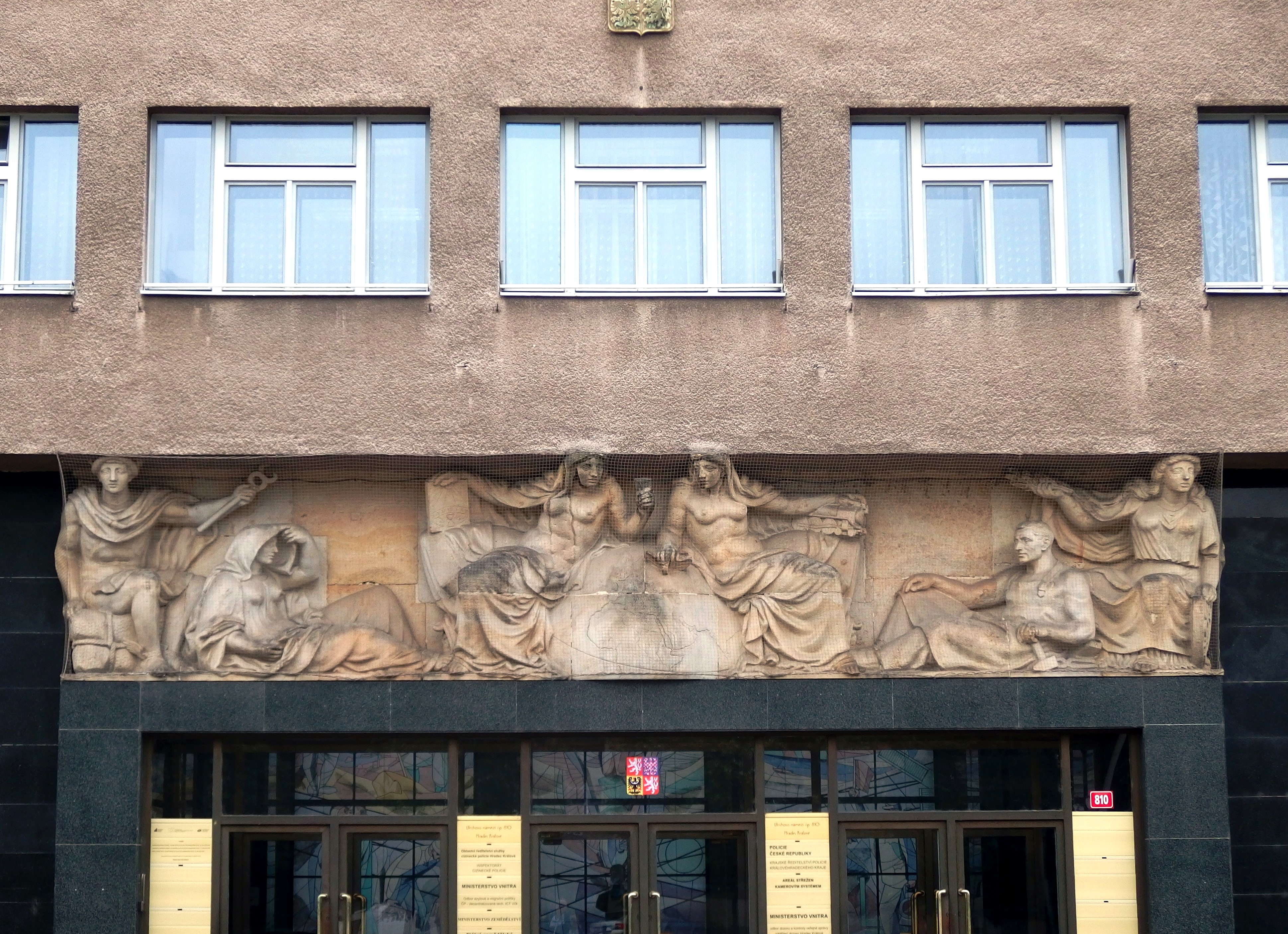
Ředitelství ČSD – detail
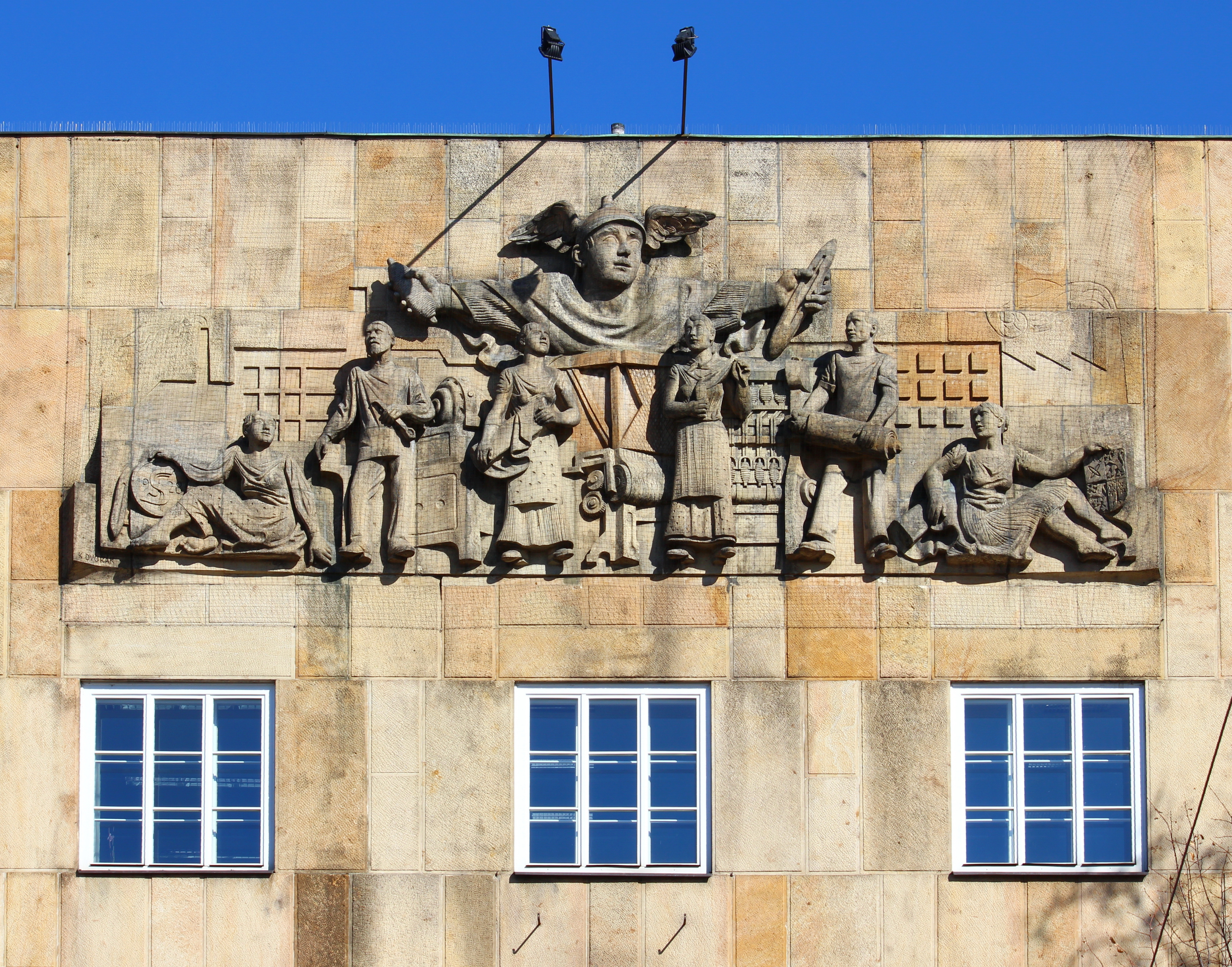
Reliéf na Steinského paláci
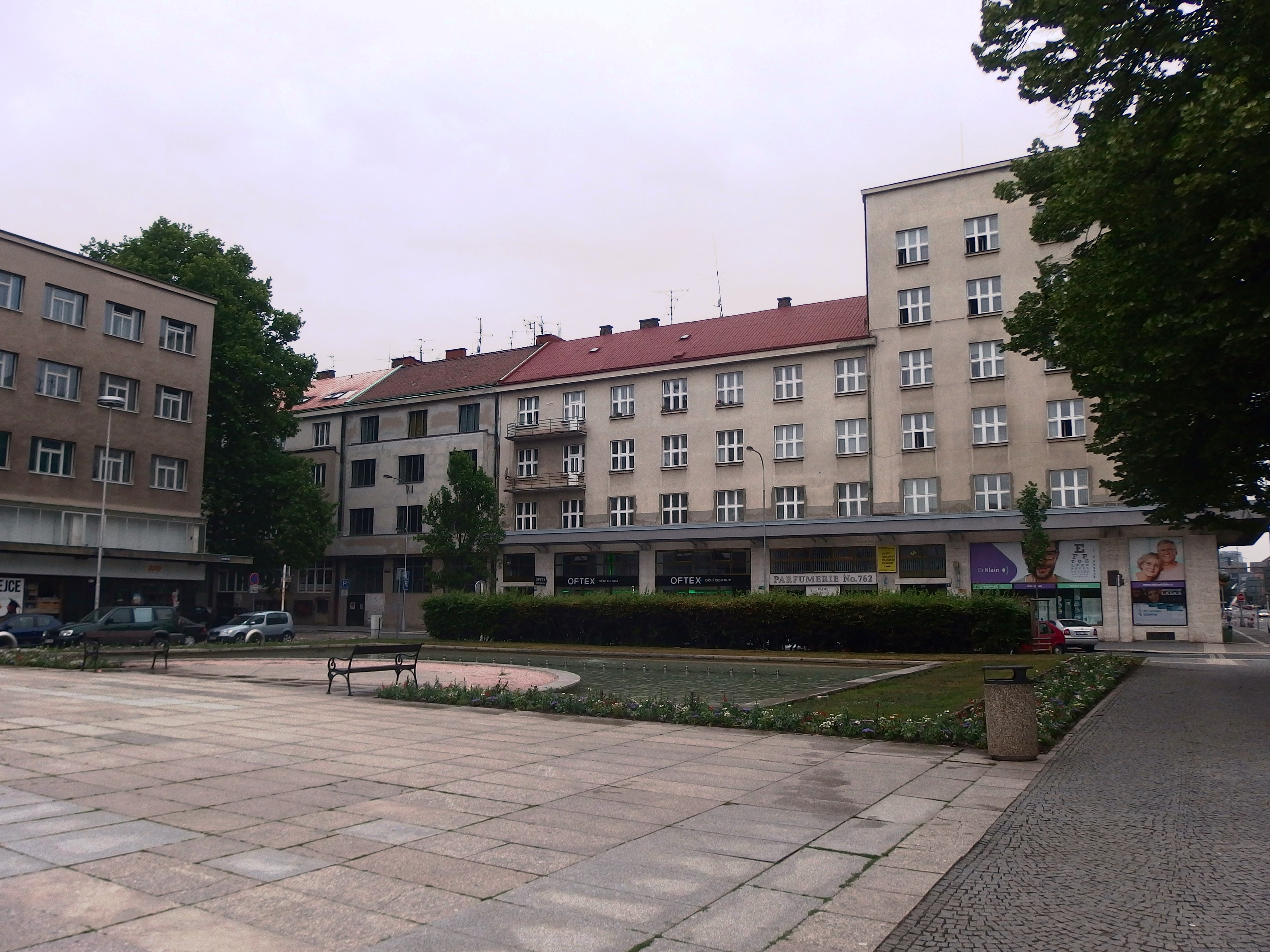
Západní část – vypnutá fontána
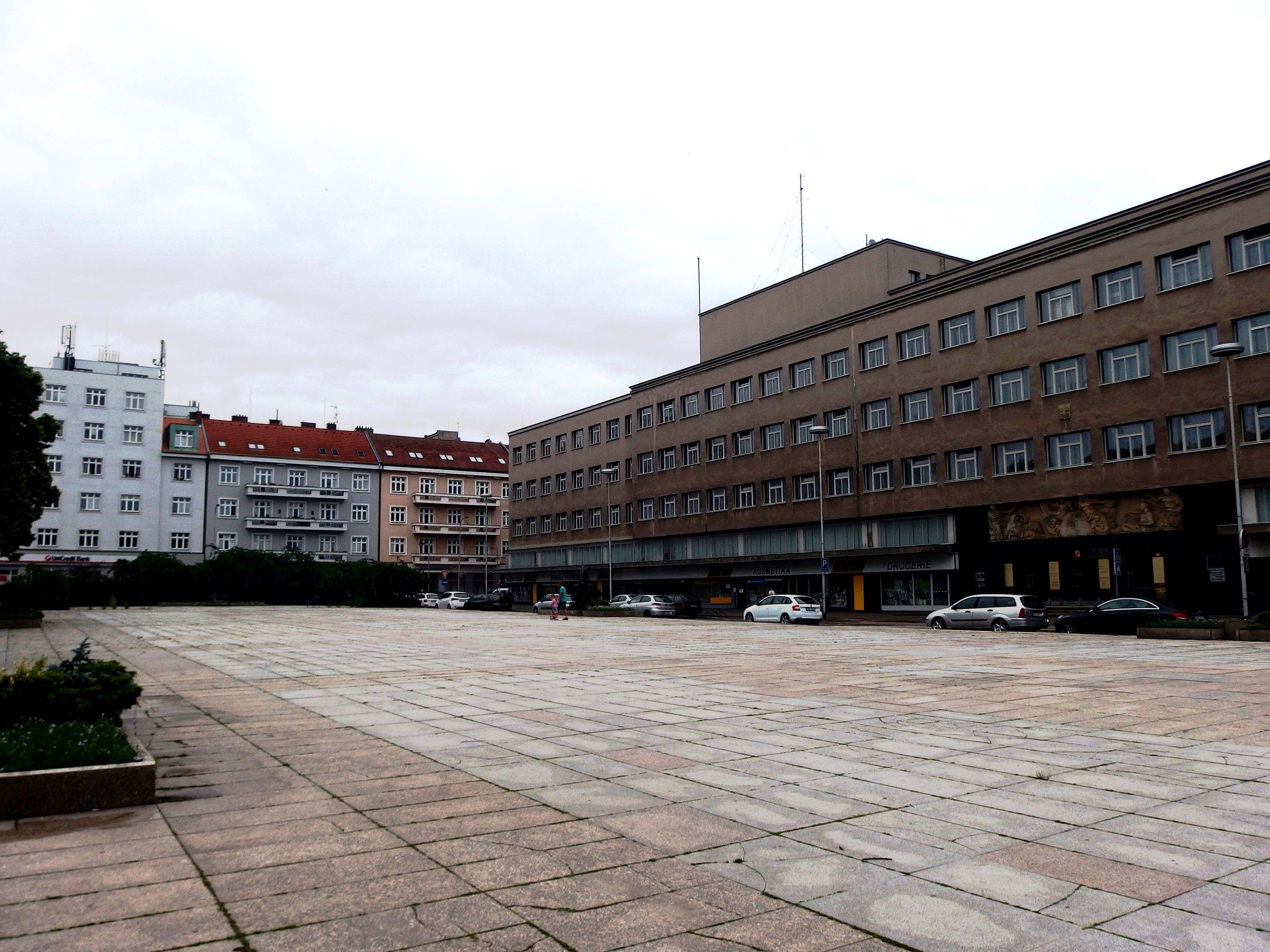
Pohled na jihovýchodní část
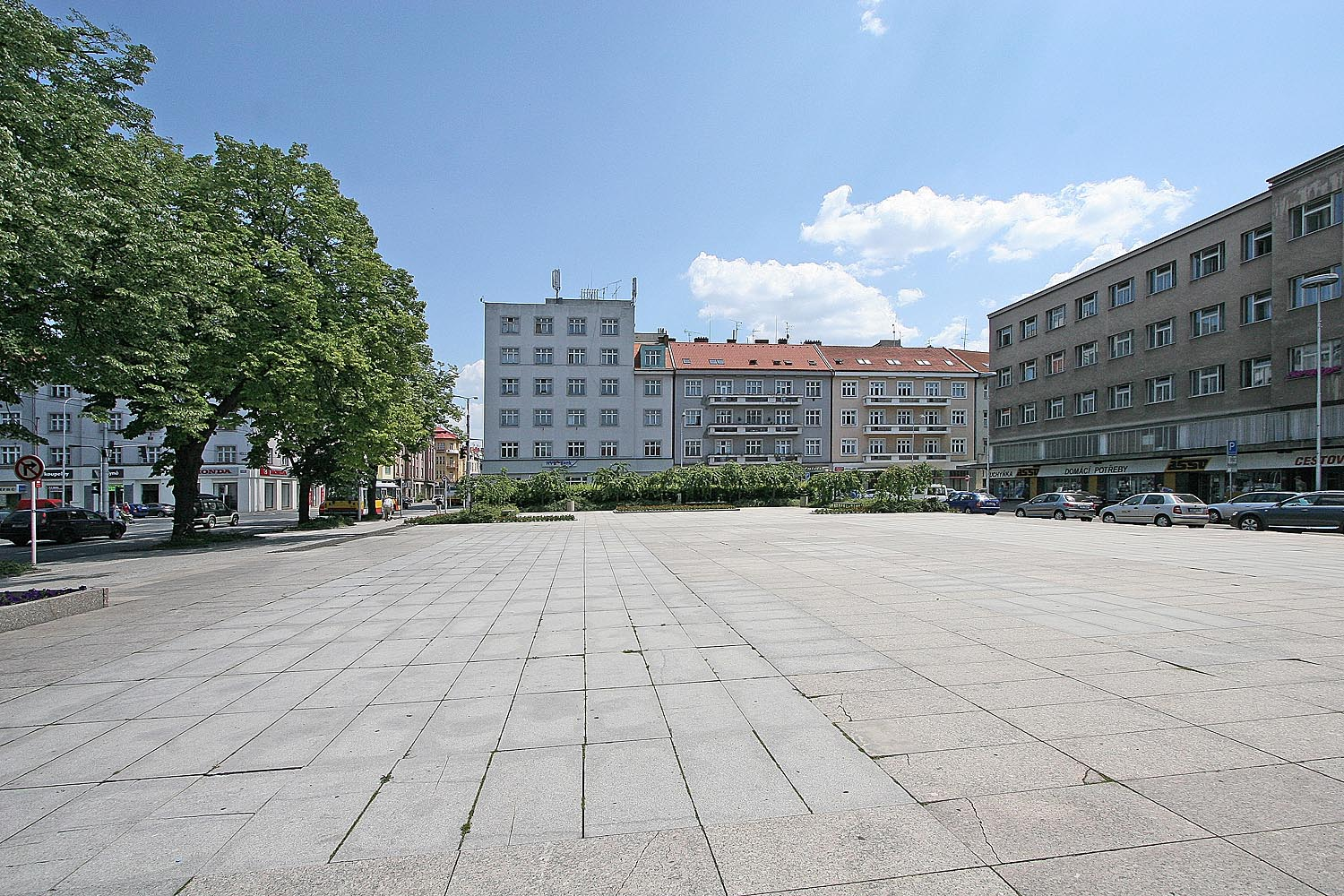
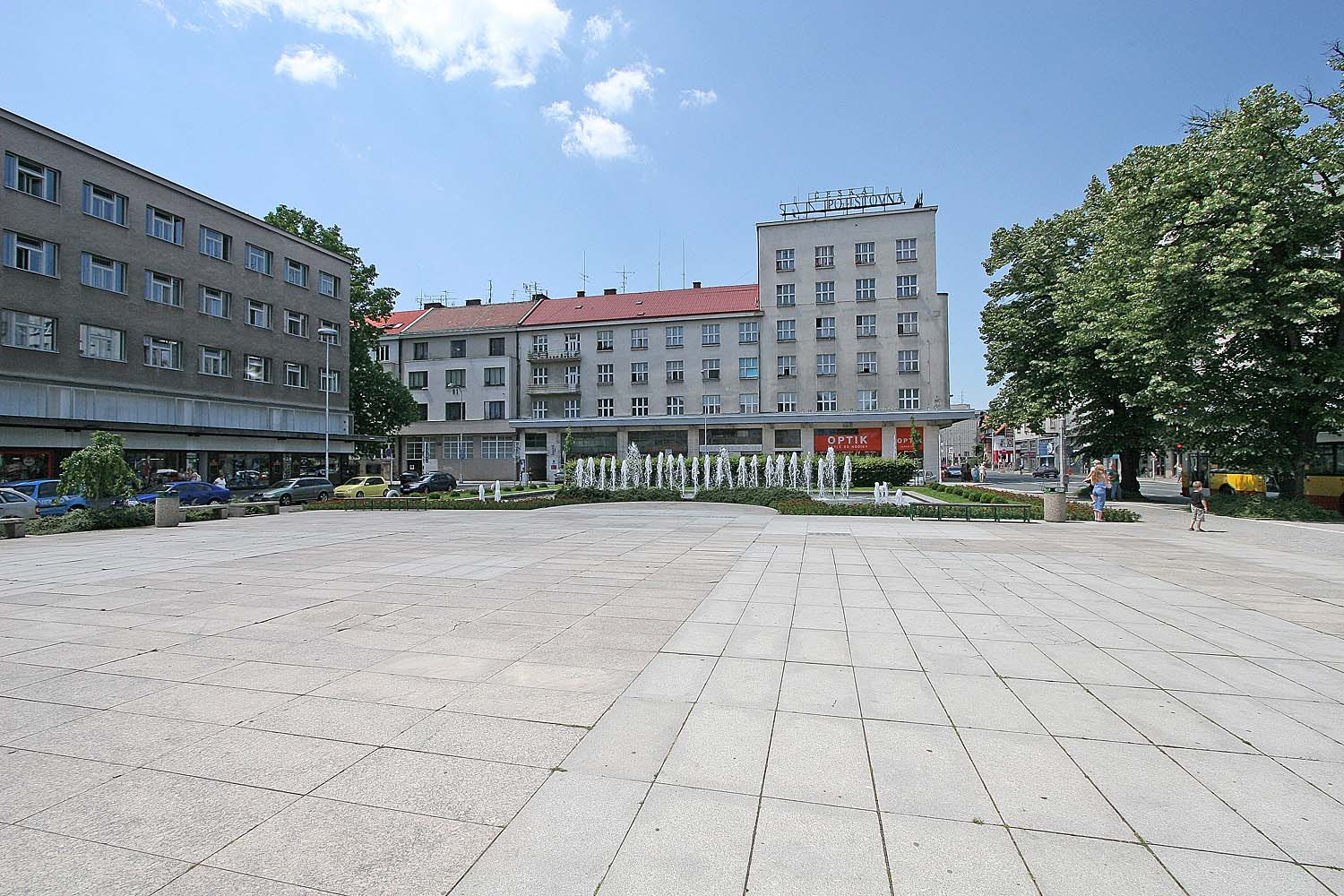
Palác pojišťovny Fénix
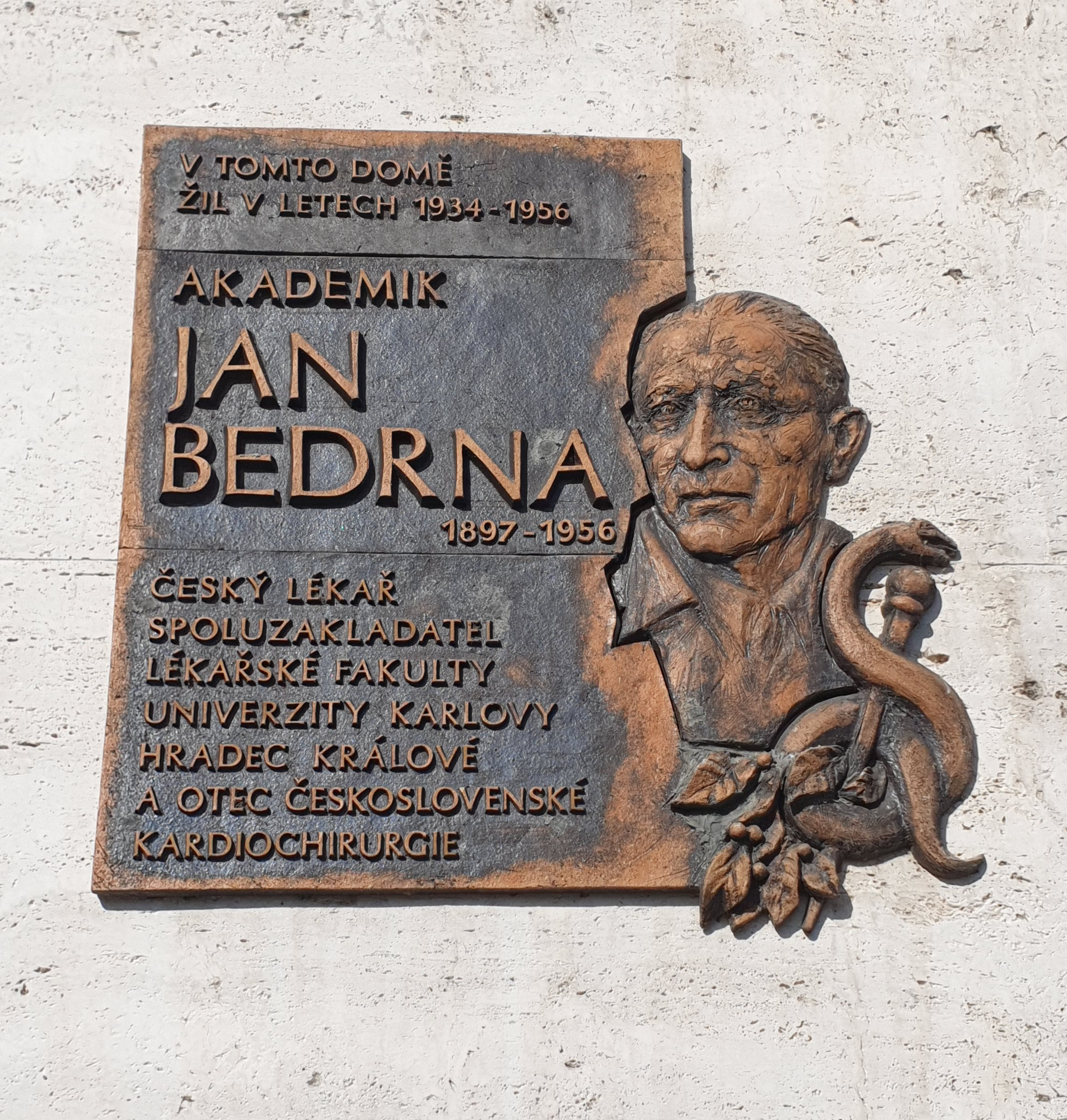
Pamětní deska Jana Bedrny
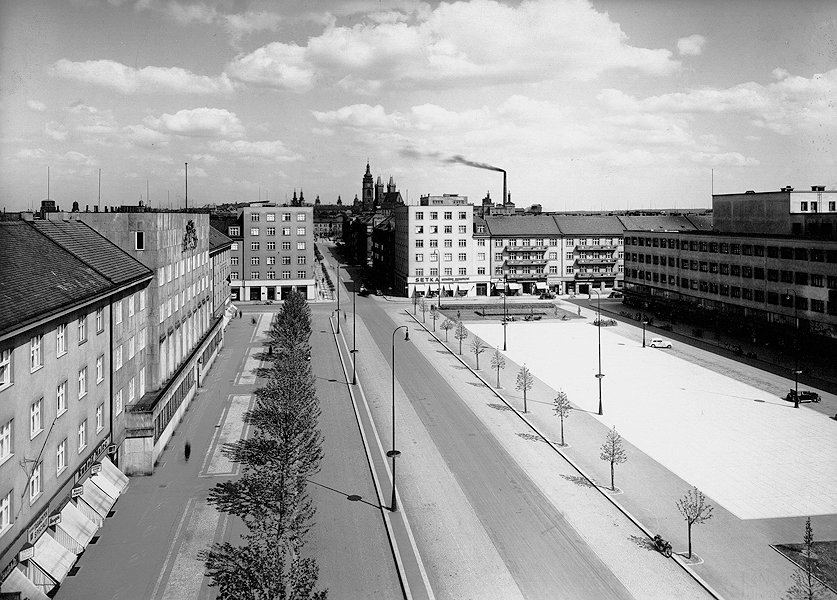
Celkový pohled na náměstí ve 30. letech 20. století